# Angela perpulchra
Angela perpulchra es una especie de mantis de la familia Mantidae.

## Distribución geográfica
Se encuentra en Costa Rica, Nicaragua y  Panamá.